# Kin-dza-dza!
Kin-dza-dza! (Russisch: Кин-дза-дза!) is een Russische komische sciencefictionfilm uit 1986 onder regie van Georgi Danelia.

## Verhaal
Twee voorbijgangers, Vladimir Nikolajevitsj Masjkov (Vova), een ingenieur uit Moskou en een Georgische student Gedevan Aleksidze (die toevallig een viool bij zich had, waardoor hij "de musicus" als bijnaam kreeg) komen een rare man tegen. Hij staat op de straat in Moskou en vraagt aan alle voorbijgangers naar het nummer van deze planeet, of ten minste het nummer van dit sterrenstelsel. Hij zegt dat hij verkeerde contacten op zijn teleportatiemachientje heeft bediend en nu weet hij niet op welke planeet hij verzeild is geraakt. Vladimir en Gedevan denken dat de man gek is en drukken op de knop van zijn teleportatiemachientje.
Wanneer ze op een verkeerd knopje drukken, bevinden ze zich ineens op de woestijnplaneet Plyuk van het Kin-dza-dza stelsel, in een achterhoek van het universum. Hier wonen mensachtigen die gedachten kunnen lezen. Ze zijn verdeeld in twee rassen: Chitlanin (meestersras) en Patsak (ondergeschikte ras). Hoewel ze technisch op een veel hoger niveau dan de Aarde staan, leven ze in een barbaarse, gedegenereerde samenleving. Vova en Skripach proberen uit alle macht een manier te vinden om weer terug naar huis te kunnen gaan.

## Rolbezetting
| Acteur              | Personage                                  |
| ------------------- | ------------------------------------------ |
| Stanislav Ljoebsjin | Vladimir Nikolaevich Mashkov (Dyadya Vova) |
| Levan Gabriadze     | Gedevan Aleksandrovich (Skripach)          |
| Jevgeni Leonov      | Uef                                        |
| Joeri Jakovlev      | Bi                                         |
| Olga Masjnaja       | Decont                                     |
| Irina Sjmeljova     | Tachanochnitsa                             |
| Georgi Danelia      | Abradox                                    |